# Thẩm Thệ Hà
Thẩm Thệ Hà (1923-2009), tên thật là Tạ Thành Kỉnh; là nhà giáo, nhà văn, nhà thơ, nhà báo Việt Nam.

## Tiểu sử
Thẩm Thệ Hà sinh ngày 9 tháng 3 năm 1923 tại quê nội là làng Gia Lộc, huyện Trảng Bàng, tỉnh Tây Ninh.
Thời niên thiếu, ông học ở Trảng Bàng rồi lên Sài Gòn tiếp tục học xong trung học ở đây. 
Từ năm 14 tuổi, ông đã làm Chủ bút tạp chí Bạn Trẻ quy tụ nhiều cây bút trẻ lúc bấy giờ như: Hường Hoa, Khổng Dương, Vân An, Đoàn Giỏi...Đến năm 1937, thì ông đã có nhiều sáng tác thơ (ký bút danh Thành Kỉnh) đăng trên các báo ở Sài Gòn và Hà Nội như: Phổ Thông bán nguyệt san, Đồng Thinh, Chúa Nhật, Thanh Niên, Điện Tín...
Từ sau Cách mạng tháng Tám (1945), ông đổi bút hiệu là Thẩm Thệ Hà và tham gia Ban Điệp báo Sài Gòn-Chợ Lớn-Gia Định cho đến năm 1952. Cùng với Vũ Anh Khanh, ông sáng lập nhà xuất bản Tân Việt Nam.
Năm 1953 đến 1975, ông hoạt động trong Ban Văn-Báo-Giáo Sài Gòn. Năm 1966, ông cùng với Tô Nguyệt Đình (tức Nguyễn Bảo Hóa) sáng lập nhà xuất bản Lá Dâu.
Trước 1975, ông vừa dạy học, vừa làm biên tập viên cho một số tờ báo và tạp chí; sau 1975 ông vẫn tiếp tục dạy học và viết cho các báo và tạp chí như: Văn Nghệ Thành phố Hồ Chí Minh, Sâu Khấu Thành phố Hồ Chí Minh, Sài Gòn Giải Phóng Thứ Bảy...
Ông là hội viên Hội Nhà văn Thành phố Hồ Chí Minh, hội viên Hội Văn nghệ Tây Ninh.
Thẩm Thệ Hà mất tại Bệnh viện Sài Gòn lúc 13g45 ngày 20 tháng 6 năm 2009 vì bệnh già, hưởng thọ 86 tuổi. Sau đó, thi hài ông được đưa đi hỏa táng tại nghĩa trang Bình Hưng Hòa, Thành phố Hồ Chí Minh.

## Tác phẩm
Tác phẩm của Thẩm Thệ Hà gồm:

### Thơ
- Thâm thúy (viết trước 1945, chưa xuất bản)
- Trời nổi phong yên (viết sau 1945, chưa xuất bản)
- Tinh phi (kịch thơ ngắn, Tân Việt, 1950)

Tuy phần lớn thơ ông chưa được xuất bản, nhưng một số bài đã được tuyển đăng trong các tuyển tập như: Thi nhân Việt Nam hiện đại của Phạm Thanh, Thơ mùa giải phóng (Nhà xuất bản Sống Chung), Thi ca Việt Nam hiện đại của Trần Tuấn Kiệt, Mùa Xuân tuổi trẻ tình yêu (Nhà xuất bản Long An, 1989)...

### Truyện dài
- Vó ngựa cầu thu (Tân Việt, 1949)
- Gió biên thùy (Tân Việt, 1949)
- Người yêu nước (Tân Việt Nam, 1949)
- Lưu Động (Tân Việt Nam, 1949, nhưng vừa xuất bản đã bị tịch thu)
- Đời tươi thắm (Lá dâu, 1956)
- Hoa trinh nữ (Sống mới, 1957)
- Bạc áo hào hoa (Miền Nam, 1969)
- Tủi phấn thẹn hồng (di cảo)

### Chính luận
- Việt Nam trên đường cách mạng tân văn hóa (?)

### Truyện dịch
- Con đường cứu nước (Maroussia, tiểu thuyết của P.J.Stahl, Nam Việt, 1947)
- Mũi tên đen (The Black Arrow, tiểu thuyết của R.L.Stevenson, Sống mới, 1965)
- 1.001 truyện ngắn hay nhất thế giới (?}

### Truyện thiếu nhi
Khoảng 14 truyện, đã được nhà xuất bản Sống mới và Khai trí ấn hành trước 1975: Bài học thương nhau, Con chim xanh, Tiểu anh hùng, Tàn giấc mơ tiên (nhà xuất bản Sống Mới), Thần điểu và hoa hồng, Thiên tài lạc lối, Nhân ngư công chúa, Ngọc Tuyền thảm sử, Đoàn quân áo đen, Chưa tròn tuổi mộng, Tài không đợi tuổi, Rửa tay gác kiếm, Ông Nghè Dê, Con chim vàng anh (nhà xuất bản Khai Trí).

### Sách giáo khoa
- Phương pháp làm văn nghị luận
- Phân tích và nghị luận văn chương
- Chính tả văn phạm
- Quốc văn toàn thư (cho các lớp Trung học đệ nhất cấp, tức từ lớp 6 đến lớp 9, theo cách gọi bây giờ)

Tất cả đều được xuất bản trước 1975 tại Sài Gòn. 

### Hồi ký
- Văn thi sĩ chiến đấu trong lòng địch (di cảo)

## Ghi nhận công lao
Thơ ông (trước năm 1945) đượm chất trữ tình trong sáng, lời thơ nhẹ nhàng bay bướm, truyền cảm đậm đà. Đặc sắc nhất là bài: Bến đò chiều, Dòng mơ chung thủy, Rồi một chiều xuân, Xuân thanh sắc, Trịnh Đán...Từ sau Cách mạng tháng Tám, ông chuyển sang loại thơ tranh đấu. Đặc sắc nhất là các bài thơ: Trời nổi phong yên, Việt Nam mến yêu, Tống biệt hành, Khoé mắt u hoài,...
Về văn, tác phẩm nổi bật của ông trong giai đoạn chống Pháp là 2 quyển truyện dài Người yêu nước và Lưu động đã gây tiếng vang lừng lẫy một thời. Năm 1966, ông cùng Tô Nguyệt Đình sáng lập Nhà xuất bản Lá Dâu, tiếp tục phát triển nền văn học tranh đấu. Tác phẩm nổi bật của ông trong giai đoạn trong giai đoạn này là 2 truyện dài: Đời tươi thắm và Bạc áo hào hoa.
Về sự nghiệp giáo dục, từ 1952, Thẩm Thệ Hà là nhà giáo dạy văn ở nhiều trường Trung học tại Sài Gòn. Năm 1962, ông chủ trương Việt Nam giáo khoa tập san, cổ xúy việc dùng tiếng Việt làm chuyển ngữ ở các cấp học. Ngoài ra, ông còn là tác giả của nhiều bộ sách giáo khoa ban Trung học. Nhờ phương pháp giảng dạy tiến bộ, tài liệu chính xác...sách của ông được phổ biến rộng rãi ở nhiều trường tại miền Nam Việt Nam. Có sách tái bản đến lần thứ 15...
Sáng ngày 9/1/2025, theo Nghị quyết số 121/NQ-HĐND ngày 11/12/2024 của HĐND Thành phố về đặt tên đường trên địa bàn quận 12, bút danh Thẩm Thệ Hà của ông đã chính thức được UBND quận 12 đặt tên cho đường Đ32 (lý trình từ đường Tân Thới Nhất 17 đến cuối ranh dự án khu tái định cư 10ha) ở phường Tân Thới Nhất, quận 12, thành phố Hồ Chí Minh. 

## Sách tham khảo
- Trần Hữu Tá, mục từ Thẩm Thệ Hà trong Từ điển văn học (bộ mới). Nhà xuất bản Thế giới, 2004.